# مارغريت كارو
مارغريت كارو (بالإنجليزية: Margaret Caro)‏ هي طبيبة أسنان نيوزيلندية، ولدت في 17 ديسمبر 1848، وتوفيت في 19 مايو 1938.